# Maciej Obuchowicz
Maciej Obuchowicz (ur. 31 sierpnia 1939 w Brześciu nad Bugiem, zm. 3 sierpnia 2020) – polski lekkoatleta, medalista mistrzostw Polski, z zawodu lekarz.
Lekkoatletykę zaczął uprawiać w SKS Kasprowicz Inowrocław w 1954. W latach 1956–1977 występował w barwach AZS Kraków.
W 1957 zdobył trzy złote medale na mistrzostwach Polski juniorów – w skoku wzwyż, pchnięciu kulą i rzucie dyskiem, w 1958 został dwukrotnym mistrzem Polski juniorów – w pchnięciu kulą i rzucie dyskiem. Był rekordzistą Polski juniorów w pchnięciu kulą (kula 6 kg), z wynikiem 16,28 (31.08.1957) i rzucie dyskiem (dysk 1,5 kg), z wynikiem 53,66 (30.08.1958).
Jego największym sukcesem w karierze seniorskiej był brązowy medal mistrzostw Polski seniorów w rzucie dyskiem w 1962. Był także finalistą mistrzostw Polski w pchnięciu kulą i skoku wzwyż. W 1962 wystąpił w meczu międzypaństwowym przeciwko Grecji, zajmując 2. miejsce w rzucie dyskiem, w 1965 na Uniwersjadzie, gdzie zajął 12. miejsce w finale rzutu dyskiem, z wynikiem 49,36. Był także akademickim mistrzem Polski w rzucie dyskiem (1962, 1964, 1966, 1968).
W 1963 ukończył studia medyczne w Akademii Medycznej w Krakowie, w 1974 uzyskał specjalizację z urologii. W latach 1978–1983 był zastępcą ordynatora w Szpitalu Miejskim im. Gabriela Narutowicza w Krakowie, w latach 1983–1989 pracował w Tobruku, w latach 1989–2002 w szpitalu w Proszowicach.
Rekordy życiowe:
- skok wzwyż: 1,98 (20.05.1961)
- pchnięcie kulą: 15,49 (11.10.1965)
- rzut dyskiem: 52,01 (29.06.1962)